# Питкоя
Питкоя, Питкая — река в России, протекает по территории Пашозёрского сельского поселения Тихвинского района и Алёховщинского сельского поселения Лодейнопольского района Ленинградской области. Длина реки — 10 км.

## Общие сведения
Река берёт начало из болота без названия и далее течёт преимущественно в северо-западном направлении.
Питкоя имеет один малый приток длиной 2,0 км.
Впадает на высоте 176,3 м над уровнем моря в Ащозеро, из которого берёт начало река Ащина, впадающая в реку Оять, левый приток Свири.
Населённые пункты на реке отсутствуют.
Код объекта в государственном водном реестре — 01040100812202000013144.